# Phare de Penlan
Phare de Penlan (deutsch: Leuchtturm Penlan) ist der Name eines Leuchtturms an der Spitze der Landzunge Penlan, die zur französischen Gemeinde Billiers im Département Morbihan gehört. Der Turm, der an der Mündung des Flusses Vilaine liegt und 1882 errichtet wurde, ist seit 1995 automatisiert und nicht mehr bewohnt. Gesteuert wird er vom Leuchtturm Phare de Goulphar auf Belle-Île.
Die Öl-Befeuerung wurde 1955 elektrifiziert. Er besitzt eine Tragweite von 14,5 Seemeilen.

## Weblinks

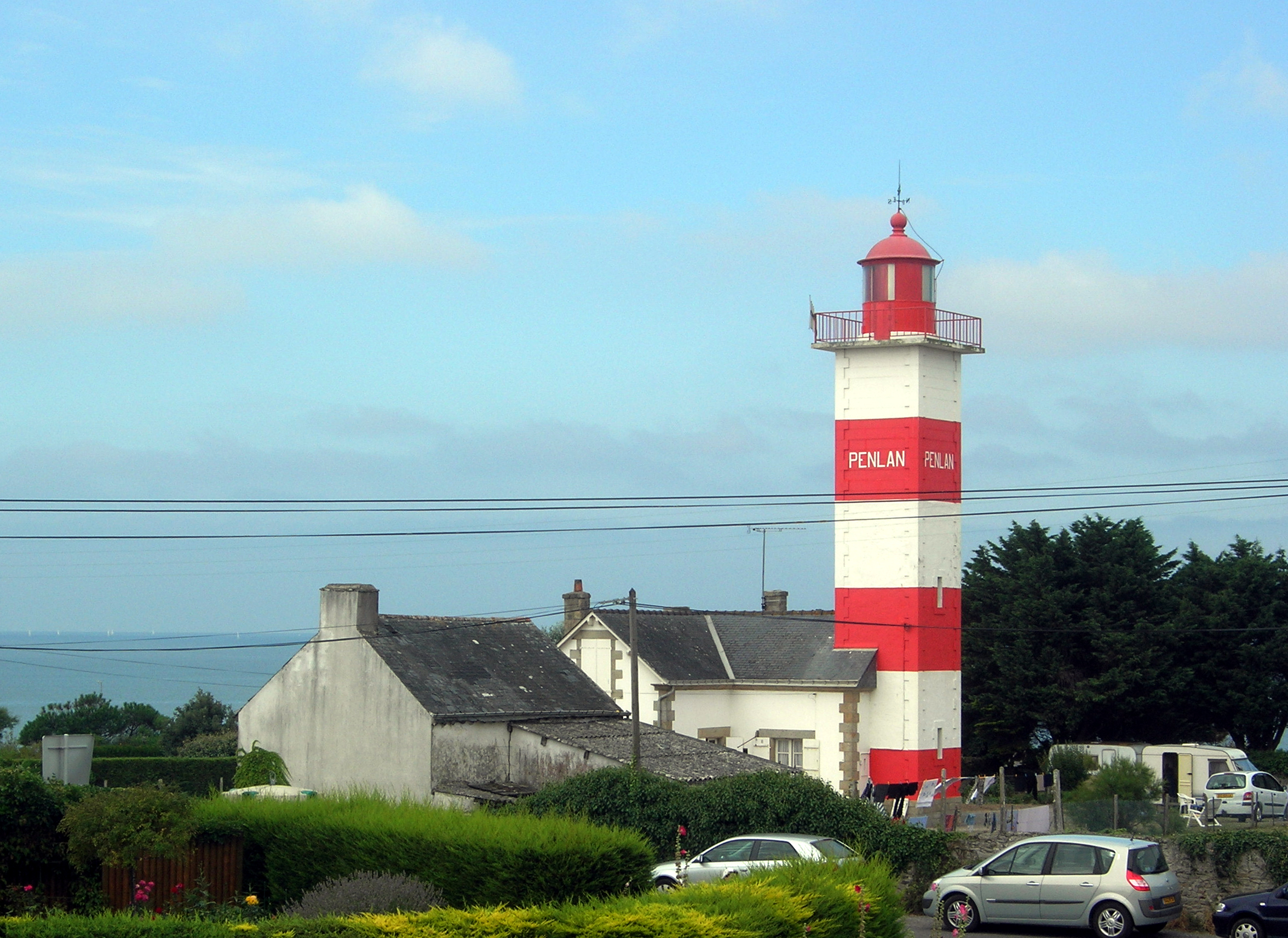
Phare de Pen Lan